# 咪錶

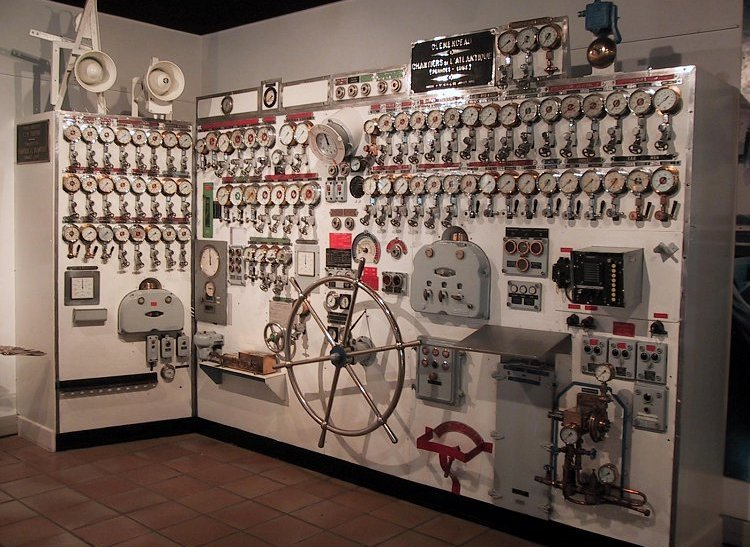
圖中為一部機器，上面安裝有數十個咪錶

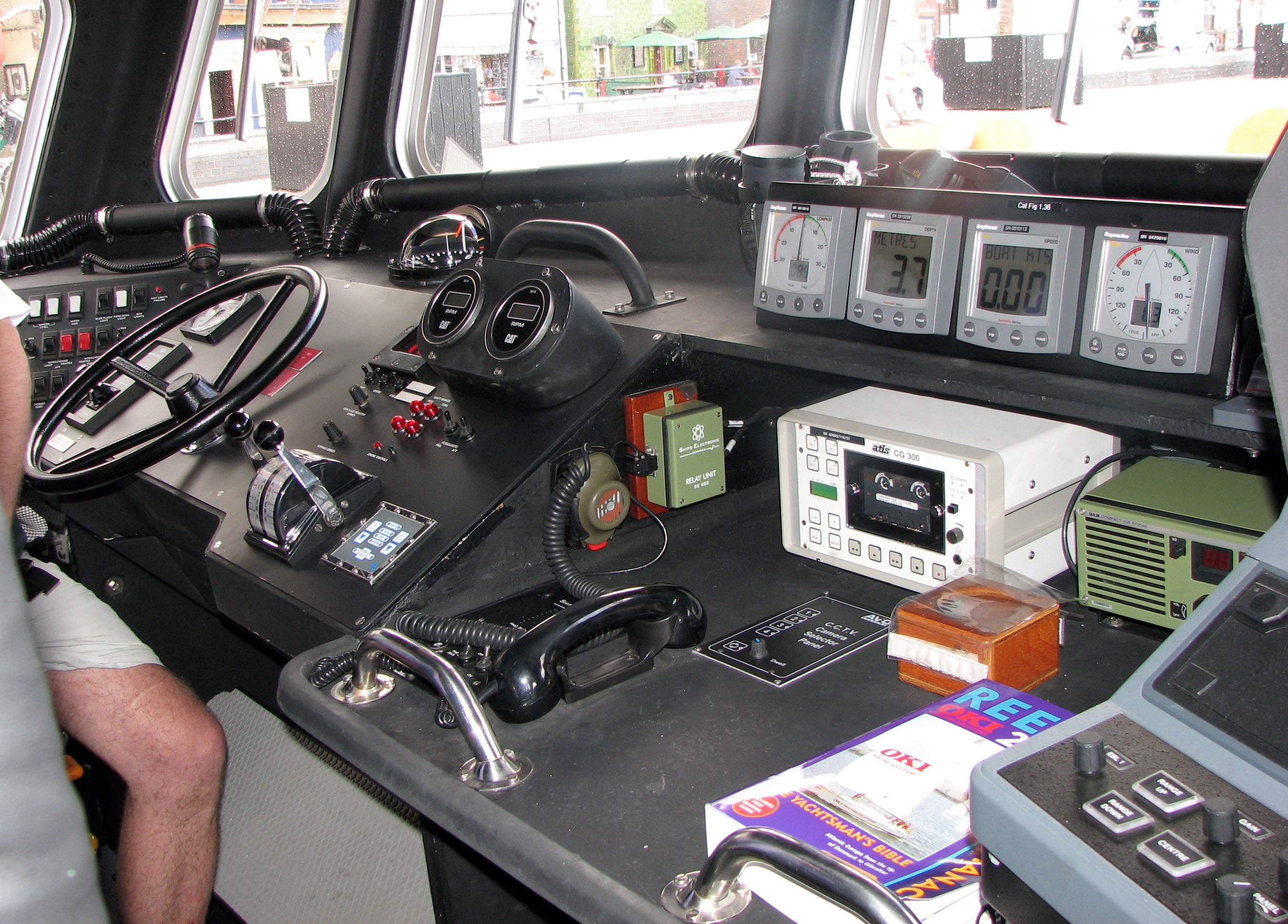
圖中是一隻船的駕駛室，其桌子為控制台，台上陳列出各種咪錶

咪錶是一種機械及電子裝置，功能顯示儀器的運作情況，包括速度、溫度、壓力等。咪錶的數據表達方法分為：
- 數字如行人倒數計時顯示器
- 影像如指南針

在不少國家，的士計費都是按咪錶收費。家用食水、電費、煤氣也是按咪錶收費。